# Bill (cầu thủ bóng đá)
Rosimar Amâncio (sinh ngày 2 tháng 7 năm 1984), còn được biết với tên Bill, là một cầu thủ bóng đá người Brasil ở vị trí tiền đạo.

## Sự nghiệp
Bill bắt đầu sự nghiệp ở Bragantino, và được cho mượn đến Giải bóng đá hạng nhất quốc gia Trung Quốc club Nanchang Hengyuan, năm 2008.
Sau đợt mượn, Bill trở lại Brazil, và chuyển đến Corinthians, vào tháng 7 năm 2009. Tuy nhiên, vì thiếu chơi bóng ở đội một, anh được cho mượn đến Coritiba.
Sau đó anh trở lại Corinthians, nhưng khi lại có một giai đoạn không thành công với câu lạc bộ, thì anh ký bản hợp đồng 2 năm với Santos.

### Thống kê sự nghiệp
(Chính xác tính đến ngày ngày 30 tháng 7 năm 2012)
| Câu lạc bộ      | Mùa giải | State League | State League | Giải vô địch | Giải vô địch | Copa do Brasil | Copa do Brasil | Copa Libertadores | Copa Libertadores | Copa Sudamericana | Copa Sudamericana | Tổng    | Tổng      |
| Câu lạc bộ      | Mùa giải | Số trận      | Bàn thắng    | Số trận      | Bàn thắng    | Số trận        | Bàn thắng      | Số trận           | Bàn thắng         | Số trận           | Bàn thắng         | Số trận | Bàn thắng |
| --------------- | -------- | ------------ | ------------ | ------------ | ------------ | -------------- | -------------- | ----------------- | ----------------- | ----------------- | ----------------- | ------- | --------- |
| Bragantino      | 2009     | 13           | 3            | 9            | 7            | 0              | 0              | 0                 | 0                 | 0                 | 0                 | 24      | 10        |
| Tổng            | Tổng     | 13           | 3            | 9            | 7            | 0              | 0              | 0                 | 0                 | 0                 | 0                 | 24      | 10        |
| Corinthians     | 2009     | -            | -            | 13           | 2            | -              | -              | -                 | -                 | -                 | -                 | 13      | 2         |
| Corinthians     | 2010     | 2            | 0            | 0            | 0            | -              | -              | -                 | -                 | -                 | -                 | 2       | 0         |
| Corinthians     | 2012     | 2            | 0            | 0            | 0            | 0              | 0              | 0                 | 0                 | 0                 | 0                 | 2       | 0         |
| Tổng            | Tổng     | 4            | 0            | 13           | 2            | 0              | 0              | 0                 | 0                 | 0                 | 0                 | 17      | 2         |
| Coritiba (mượn) | 2010     | -            | -            | 8            | 1            | 3              | 0              | -                 | -                 | -                 | -                 | 11      | 1         |
| Coritiba (mượn) | 2011     | 17           | 12           | 31           | 11           | 9              | 4              | -                 | -                 | -                 | -                 | 57      | 27        |
| Tổng            | Tổng     | 17           | 12           | 39           | 12           | 12             | 4              | 0                 | 0                 | 0                 | 0                 | 68      | 28        |
| Santos          | 2012     | -            | -            | 16           | 1            | -              | -              | -                 | -                 | -                 | -                 | 16      | 1         |
| Tổng            | Tổng     | 0            | 0            | 16           | 1            | 0              | 0              | 0                 | 0                 | 0                 | 0                 | 16      | 1         |
| Al-Ittihad      | 2012–13  | -            | -            | 6            | 2            | -              | -              | -                 | -                 | -                 | -                 | 6       | 2         |
| Tổng            | Tổng     | 0            | 0            | 6            | 2            | 0              | 0              | 0                 | 0                 | 0                 | 0                 | 6       | 2         |

## Danh hiệu
Coritiba
- Campeonato Paranaense: 2010, 2011

Santos
- Recopa Sudamericana: 2012

Chiangrai United
- Thai League 1: 2019
- Thai FA Cup (2): 2018, 2020–21
- Thai League Cup: 2018
- Thailand Champions Cup: 2020